# 241 a.C.
Il 241 a.C. (CCXLI a.C. in numeri romani) è un anno  del III secolo a.C.

## Eventi
- 10 marzo - Battaglia delle Isole Egadi, i Romani affondano la flotta cartaginese e questo determina la fine della Prima guerra punica.
- Falerii veteres è rasa al suolo dai romani; termina la resistenza dei Falisci.
- Viene stabilito l'elenco delle 35 tribù di Roma.
- Cleomene III diventa re di Sparta.
- Attalo I diventa re di Pergamo.
- Spoleto diventa colonia romana con il nome di Spoletium.
- 241-237 Ammutinamento dei mercenari in Africa e Sardegna provocata dal mal contento per il non avvenuto pagamento di salari e premi da parte di Cartagine (Amilcare Barca) a causa delle difficoltà economiche in cui si trovavano per il riscatto dovuto pagare a Roma dopo la sconfitta della I guerra Romano-Cartaginese.

## Nati
- Eudamida III, re spartano († 228 a.C.)
- Magas d'Egitto, principe egizio († 222 a.C.)

## Morti
- Agesistrata, regina
- Agide IV, sovrano spartano
- Archidamia, regina
- Eumene I, sovrano